# Profesionalen Futbolen Klub Lokomotiv Sofija 2011-2012
Questa voce raccoglie le informazioni riguardanti il Profesionalen Futbolen Klub Lokomotiv Sofija nelle competizioni ufficiali della stagione 2011-2012.

## Rosa
| N. |                     | Ruolo | Calciatore          |
| -- | ------------------- | ----- | ------------------- |
| 1  | Bulgaria (bandiera) | P     | Martin Kostadinov   |
| 2  | Bulgaria (bandiera) | D     | Kostadin Velkov     |
| 3  | Bulgaria (bandiera) | D     | Yordan Varbanov     |
| 6  | Bulgaria (bandiera) | D     | Aleksandăr Branekov |
| 7  | Bulgaria (bandiera) | C     | Vasil Velev         |
| 8  | Bulgaria (bandiera) | C     | Aleksandar Manolov  |
| 9  | Bulgaria (bandiera) | A     | Antonio Pavlov      |
| 10 | Bulgaria (bandiera) | C     | Marcho Dafchev      |
| 11 | Bulgaria (bandiera) | D     | Kristian Dobrev     |
| 12 | Bulgaria (bandiera) | C     | Dimitar Telkiyski   |
| 13 | Bulgaria (bandiera) | C     | Yulian Petkov       |
| 14 | Bulgaria (bandiera) | A     | Dimitar Iliev       |

| N. |                     | Ruolo | Calciatore           |
| -- | ------------------- | ----- | -------------------- |
| 16 | Bulgaria (bandiera) | C     | Martin Dimitrov      |
| 18 | Bulgaria (bandiera) | D     | Aleksandăr Djulgerov |
| 19 | Bulgaria (bandiera) | C     | Svetoslav Petrov     |
| 21 | Bulgaria (bandiera) | C     | Daniel Gadzhev       |
| 22 | Bulgaria (bandiera) | C     | Pavel Petkov         |
| 23 | Bulgaria (bandiera) | A     | Georgi Hristov       |
| 25 | Bulgaria (bandiera) | D     | Ilian Garov          |
| 33 | Bulgaria (bandiera) | P     | Emil Mihaylov        |
| 77 | Bulgaria (bandiera) | C     | Daniel Peev          |
| 84 | Bulgaria (bandiera) | P     | Valentin Galev       |
| 88 | Bulgaria (bandiera) | C     | Atanas Bornosuzov    |
| 90 | Bulgaria (bandiera) | C     | Mladen Stoev         |